# كراث مصري
كراث مصري عشب معمر اسمه العلمى الليم كراث، من العائلة الزنبقية. تكاد تقتصر زراعتة على مصر. والنبات ساقة قرص صغير تحت سطح الأرض. تخرج علية اوراق طولها حوالي 30 سم وعرضها1 - 1,5 سم 
شريطية زورقية الشكل.تكسوها مادة شمعية. وينتهى الشمراخ الطويل بنورة خيمية عليها ازهار مخضرة أو بنفسجية اللون. تؤكل اوراقة خضراء طازجة ولها طعم البصل الأخضر ورائحتة. ويجود النبات بالأراضي الصفراء أو الثقيلة ويؤخذ منها أكثر من محصول. تحش اوراقة عدة مرات في السنة، والتكاثر بالبذور.